# Just Look Around
Just Look Around ist das zweite Studioalbum der US-amerikanischen Hardcore-Band Sick of It All. Es wurde im Oktober 1992 bei Relativity Records veröffentlicht. In Europa wurde es über Roadrunner Records vertrieben. Eine Neuausgabe erschien bei Century Media, eine weitere bei EMI.

## Entstehung und Stil
Wie der Vorgänger wurde das Album im Studio Normandy Sound in Warren, Rhode Island eingespielt. Auch dieses Mal mangelte es an Promotion durch das Label. Das Album war etwas Metal-ähnlicher und Groove-orientierter als das erste Album. Es beginnt mit einem Auszug aus einem Eid („the whole truth and nothing but the truth, so help me god“), worauf ein weiteres Sample aus einer Ansprache von Ronald Reagan zur Iran-Contra-Affäre folgt („that we did not, repeat, did not trade weapons or anything else for hostages“).

## Rezeption
Lauri Wessel vom Ox-Fanzine nannte das – später von DJ Lethal remixte – Titelstück einen der stärksten Sick-of-It-All-Songs. „Midtempo-Songs und füllig produzierte Gitarren“ seien „der erste Schritt in Richtung eines groovigen Hardcore-Sounds“ gewesen.

## Titelliste
1. We Want the Truth  – 2:55
2. Locomotive  – 2:12
3. The Pain Strikes  – 3:06
4. Shut Me Out  – 2:12
5. What’s Goin' On  – 2:10
6. Never Measure Up  – 1:37
7. Just Look Around  – 2:41
8. Violent Generation  – 1:32
9. The Shield  – 2:37
10. Now It’s Gone  – 2:10
11. We Stand Alone  – 2:44
12. Will We Survive  – 1:32
13. Indust.  – 2:03